# العلاقات التشيلية الفانواتية
العلاقات التشيلية الفانواتية هي العلاقات الثنائية التي تجمع بين تشيلي وفانواتو.

## مقارنة بين البلدين
هذه مقارنة عامة ومرجعية للدولتين:
| وجه المقارنة                                              | تشيلي                         | فانواتو                                  |
| --------------------------------------------------------- | ----------------------------- | ---------------------------------------- |
| المساحة (كم2)                                             | 756.10 ألف                    | 12.19 ألف                                |
| عدد السكان (نسمة)                                         | 17.37 مليون                   | 276.24 ألف                               |
| الكثافة السكانية (ن./كم²)                                 | 22.97                         | 22.66                                    |
| العاصمة                                                   | سانتياغو                      | بورت فيلا                                |
| اللغة الرسمية                                             | اللغة الإسبانية               | اللغة البسلاما، لغة فرنسية، لغة إنجليزية |
| العملة                                                    | بيزو تشيلي، وحدة حساب تشيلية ‏ | فاتو فانواتي                             |
| الناتج المحلي الإجمالي (بليون دولار)                      | 277.08 مليار                  | 862.88 مليون                             |
| الناتج المحلي الإجمالي (تعادل القوة الشرائية) بليون دولار | 419.39 مليار                  | 790.76 مليون                             |
| الناتج المحلي الإجمالي الاسمي للفرد دولار أمريكي          | 13.42 ألف                     | 2.81 ألف                                 |
| الناتج المحلي الإجمالي للفرد دولار أمريكي                 | 22.07 ألف                     | 3.03 ألف                                 |
| مؤشر التنمية البشرية                                      | 0.832                         | 0.594                                    |
| رمز المكالمات الدولي                                      | +56                           | +678                                     |
| رمز الإنترنت                                              | .cl                           | .vu                                      |
| المنطقة الزمنية                                           | 00، 00، 00، 00                | ت ع م+11:00                              |

## منظمات دولية مشتركة
يشترك البلدان في عضوية مجموعة من المنظمات الدولية، منها:
| علم المنظمة | اسم المنظمة                        | تاريخ انضمام تشيلي | تاريخ انضمام فانواتو |
| ----------- | ---------------------------------- | ------------------ | -------------------- |
|             | يونسكو                             | 7 يوليو 1953       | 10 فبراير 1994       |
|             | مؤسسة التمويل الدولية              | 15 أبريل 1957      | 28 سبتمبر 1981       |
|             | منظمة حظر الأسلحة الكيميائية       | ?                  | ?                    |
|             | مؤسسة التنمية الدولية              | 30 ديسمبر 1960     | 28 سبتمبر 1981       |
|             | منظمة التجارة العالمية             | ?                  | ?                    |
|             | وكالة ضمان الاستثمار متعدد الأطراف | 12 أبريل 1988      | 27 يوليو 1988        |
|             | الاتحاد البريدي العالمي            | ?                  | ?                    |
|             | الاتحاد الدولي للاتصالات           | 1908               | 30 مارس 1988         |
|             | الأمم المتحدة                      | 24 أكتوبر 1945     | 15 سبتمبر 1981       |
|             | البنك الدولي للإنشاء والتعمير      | 31 ديسمبر 1945     | 28 سبتمبر 1981       |
|             | المنظمة الهيدروغرافية الدولية      | ?                  | ?                    |

## وصلات خارجية
- موقع وزارة الخارجية التشيلية